# 和歌山工業高等専門学校
和歌山工業高等専門学校（わかやまこうぎょうこうとうせんもんがっこう、英: National College of Technology, Wakayama College）は、和歌山県御坊市にある国立高等専門学校である。1964年に国によって設置されて、現在の設置者は国立高等専門学校機構である。略称は和歌山高専。和高専、御坊高専等の通称でも呼ばれている。

## 概要
和歌山県の中南部に位置し、温暖な気候と太平洋に面する豊かな自然に恵まれた教育環境下にある。学生の多くは和歌山県内出身者であるが、県外出身者も1割程度在学している。2014年に創立50周年を迎えた時点で開校以来6,340人の卒業生・修了生を送り出しており、2022年時点でさらに8,000人に及んでいる。
本科学生数823人、専攻科学生数63人、計886人（うち女性人数：本科182人、専攻科14人、計196人。2022年5月1日時点）、教員数55人（同年7月1日時点）。
高専ロボコンの強豪校としても知られている。最近では、2022年に近畿地区大会を優勝するとともに、全国大会でもベスト4の好成績を残している（技術賞を受賞）。

## 沿革
＜出典：『学校要覧』＞
- 1964年4月1日 - 開校。当初は機械工学科、電気工学科、工業化学科の3学科で発足
- 1969年4月1日 - 土木工学科設置
- 1993年4月1日 - 工業化学科を物質工学科に改組
- 1994年4月1日 - 土木工学科を環境都市工学科に改組
- 2002年4月1日 - 専攻科（メカトロニクス工学専攻・エコシステム工学専攻）を設置
- 2004年4月1日 - 設置者が独立行政法人国立高等専門学校機構に移行。電気工学科を電気情報工学科に改組
- 2009年4月1日 - 機械工学科を知能機械工学科に改組
- 2017年4月1日 - 物質工学科を生物応用化学科に改組

## 教育・研究

### 本科（準学士課程）
本科は5年間の一貫教育で、卒業すると準学士の称号を得られる。卒業生の進路は、就職率・進学率ともに毎年100%を保っている。また、同校は日本技術者教育認定機構の認定を受けており、専攻科に進学して卒業することで技術士の一次試験を免除される。
本科の設置学科は、設立された順に「知能機械工学科（A組）」、「電気情報工学科（B組）」、「生物応用化学科（C組）」、「環境都市工学科（D組）」の4学科が設置されている。
知能機械工学科(A組)
「材料とその強さ」「運動と振動」「熱と流体の流れ」「情報と制御」「設計と工作」などの基礎知識が身につけられるようなカリキュラムになっている。
電気情報工学科(B組)
「電子情報」「電気システム」の基礎知識が身につけられるようなカリキュラムとなっている。
生物応用化学科(C組)
「化学系」「生物系」の基礎知識が身につけられるようなカリキュラムとなっていて、4年生からは化学系の高度な技術を専門科目として主に習う応用化学コースと生物系の高度な技術を専門科目として主に習う生物化学コースを選んで履修することができる。
環境都市工学科(D組)
「構造系」「材料系」「土質と水理」「測量」「環境」の基礎知識が身につけられるカリキュラムとなっている。

### 専攻科（学士課程）
＜主な出典：＞
専攻科は、2002年に設立された2年制の教育課程で、高専本科卒業生およびこれと同等の資格を有する社会人等を対象として、さらに深く、幅広く教育研究を行う。専攻科修了生は、大学改革支援・学位授与機構の審査を経て学士（工学）の学位が授与される。
和歌山高専の専攻科では、1.持続可能な社会の形成に活かせる創造力、2.多面的に問題を発見し、解決する能力、3.豊かな人間性と国際性、を備えた人材の育成を目的としている。また、本科の4、5学年と合わせて「地域環境デザイン工学」教育プログラムを設定し、国際的に通用する技術者の育成を目指している。
メカトロニクス工学専攻(M組)
メカトロニクス工学とは機械工学（メカニクス）と電気工学（エレクトロニクス）が融合したものである。同専攻では高等専門学校等の機械工学科及び電気情報工学科の卒業生、およびそれと同等な資格を有する社会人等を受け入れており、「計測・制御」、「電子・情報」、「材料」、「設計・加工」の高度な技術を学ぶことのできるカリキュラムとなっている。
エコシステム工学専攻(E組)
エコシステム工学専攻では、高等専門学校等の生物応用化学科及び環境都市工学科の卒業生、およびそれと同等な資格を有する社会人等を受け入れており、「材料化学」、「バイオテクノロジー」、「都市計画」、「水理・土質」、「材料・構造」等の高度な技術を学ぶことのできるカリキュラムとなっている。

## 入学試験
和歌山高専の入学試験は、本科の入試では、学力検査入試（各科の入学定員の45％程度を募集）のほかに学校長推薦入試（各科の入学定員の35％程度を募集）、体験実習入試 （各科の入学定員の20％程度を募集）、帰国生徒特別選抜入試がある。編入学入試も夏頃に行われる。
専攻科の入試は、学力入試（各専攻の入学定員の半数程度を募集）のほかに推薦入試（各専攻の入学定員の半数程度を募集）、社会人特別選抜入試によって行われる。

## 学生生活

### 学生寮
和歌山高専学生寮は柑紀寮（こうきりょう）と呼ばれ、敷地内に全部で8棟（男子寮6棟・女子寮2棟）が設けられている。留学生を含む女子学生約100人、男子学生約400人、合計約500人（2022年6月1日時点）の学生が柑紀寮で生活しており、主に、和歌山市内以遠に自宅のある学生が入寮している。基本的に1、2年生は全寮制で、容易に通学可能な距離で無い限り入寮が必須。

### クラブ活動
体育系 15 クラブ、文化系 9 クラブがある（2022年度時点）。体育系のクラブでは、高専同士で競い合う高専体育大会が毎年開催されている。
体育系クラブ
陸上競技、バレーボール、バスケットボール、ソフトテニス、卓球、柔道、剣道、硬式野球、ハンドボール、サッカー、バドミントン、弓道、水泳、テニス、フットサル
文化系クラブ
吹奏楽、コンピュータ、軽音楽、ロボコン、写真同好会、サイエンス同好会、総合美術同好会、音楽同好会、ボランティアサークル「アメーバ」

### 周辺環境
周囲は幼稚園、小学校、中学校などの文教施設のほか、老人ホームなどが集まっている。学校の背後は海に面しており、夏季は遊泳や釣りに興じる学生もいる。御坊市街へは相当の距離があり、主な交通手段は、御坊駅もしくは印南駅から1～2時間に1本程度のバス（熊野御坊南海バス学園前が最寄のバス停）のみである。

## 出身者・教員
- 朝倉祐弥（小説家）
- 和田茂俊（文芸評論家,教授）
- 西博義（政治家）
- 﨑山祐（お笑い芸人・ファイヤーサンダーメンバー）